# Lingue illiriche
Le lingue illiriche sono una sottofamiglia delle lingue indoeuropee, di cui le varietà linguistiche albanesi sarebbero le uniche rappresentanti sopravvissute.

## Nomenclatura
Questo complesso linguistico parte della famiglia indoeuropea viene designato all'interno della letteratura specializzata con diversi termini, quali gruppo illirico oppure come gruppo albanoide o albanico. Il primo fa riferimento al gruppo etnolinguistico degli Illyrioi, originariamente indicante una piccola popolazione della costa adriatica, e successivamente esteso dai Romani a un gruppo più ampio di popoli circonvicini riconosciuti come simili a loro. Il secondo, invece, si riferisce alla tribù illirica degli Albanoi – situata lungo la costa meridionale dell'Illyricum, a nord dell'Epiro – che durante il Medioevo cominciò a essere usato per designare le popolazioni della moderna Albania.
Entrambe le designazioni presentano alcune criticità, in quanto le attestazioni della lingua illirica sono molto scarse, al punto che esiste il dubbio se siano testimonianza di un unico idioma o di un continuum dialettale. Il termine "albanoide", invece, fu introdotto da linguista storico Eric Pratt Hamp e successivamente adottato da altri linguisti poiché da questi ritenuto fare riferimento a un gruppo linguistico storicamente compatto. Tuttavia, nonostante l'ipotesi dell'appartenenza della lingua albanese alle lingue illiriche goda di ampio consenso, essendo supportata sia da elementi linguistici che da motivazioni di natura geografica e storica, esistono ancora voci critiche che sostengono come nessuno di questi elementi sia veramente decisivo al fine di determinare la posizione degli idiomi moderni nell'albero genealogico delle lingue indoeuropee.
In virtù delle criticità presentate dalla nomenclatura basata sugli etnonimi, sono state suggerite alternative considerate più neutre facenti riferimento alla geografia, quali famiglia paleobalcanica occidentale o famiglia indoeuropea adriatica.

## Storia
Le popolazioni protoindoeuropee, solitamente identificate con la cultura materiale di Jamna, migrarono nella penisola balcanica tra il 3000 a.C. e il 2500 a.C., dove si fusero con le popolazioni di agricoltori locali parlanti lingue preindoeuropee. Tracce del substrato linguistico mediterraneo-balcanico potrebbero essere individuabili nelle lingue proto-balcaniche. Viceversa in altri ceppi indoeuropei (ovvero il balto- slavo, il germanico e l'italo-celtico) sarebbero riscontrabili eventuali tracce di un differente substrato pre-indoeuropeo nordoccidentale. Nella penisola balcanica, poi, le popolazioni proto-balcaniche si divisero in due gruppi, i greco-frigi a sud e i tracio-illirici a nord, convenzionalmente divisi dalla linea Jireček. Tra la fine del XIII secolo a.C. e la prima metà del XII secolo a.C., durante il collasso dell'età del bronzo, alcune popolazioni greco-frige migrarono in Anatolia, mentre nell'età del ferro i Traci sono attestati nella costa nord del mar Egeo e gli Illiri nell'area adriatica. Nonostante la separazione geografica, tra questi gruppi continuarono a esserci contatti linguistici e culturali.

## Classificazione
Il gruppo illirico-albanoide è considerato parte, insieme al gruppo tracio-dacico, del ramo tracio-illirico delle lingue proto-balcaniche. Anche se il dibattito accademico in merito è ancora vivo, sono considerate parte di questa famiglia linguistica la lingua illirica, la lingua albanese, la lingua liburnica e la lingua messapica. Quest'ultima era parlata in Puglia dell'età del ferro e nonostante la sua attestazione frammentaria, dato che si sono conservate circa seicento iscrizioni, sono osservabili caratteristiche comuni e un numero di corrispondenze lessicali significative con l'albanese.